# Klaus Zweiling
 (avril 2024).
Si vous disposez d'ouvrages ou d'articles de référence ou si vous connaissez des sites web de qualité traitant du thème abordé ici, merci de compléter l'article en donnant les références utiles à sa vérifiabilité et en les liant à la section « Notes et références ».
Klaus Zweiling (né le 18 février 1900 à Berlin-Moabit, mort le 18 novembre 1968 à Leipzig) est un philosophe allemand. Il fut le président de l'Association des institutions philosophiques de la RDA.

## Biographie
Klaus Zweiling est élève du Bismarck-Gymnasium de Berlin-Wilmersdorf de 1909 à 1917, obtient le notabitur en 1917 et travaille ensuite dans le service agricole. Son service militaire dure de septembre à novembre 1918. Après la Première Guerre mondiale, il étudie les mathématiques et la physique à Berlin et, à partir de septembre 1920, à Göttingen pendant deux ans. Il suit aussi des cours d'histoire, d'économie politique, de philosophie et de droit de la presse. Il complète ses études avec un doctorat sous la direction de Max Born et des examens sous la direction de Carl Runge (mathématiques appliquées), Richard Courant (mathématiques théoriques) et Max Born (physique théorique).
Zweiling devient un disciple de Leonard Nelson à Göttingen. Zweiling rejoint l'USPD en 1920 lors du putsch de Kapp (le 15 mars). En décembre 1920, il ne rejoint pas le VKPD comme la majorité de l'USPD. Au printemps 1921, il décide de suivre Paul Levi, expulsé du KPD. En 1922, Zweiling devient membre des sociaux-démocrates lorsque le reste de l'USPD retrouve le SPD. De 1924 à 1931, il travaille comme rédacteur pour divers quotidiens sociaux-démocrates, d'abord au Volkswille de Münster, puis au Volkszeitung für das Vogtland de Plauen. Durant cette période, il évolue du néokantisme au marxisme et participe à Klassenkampf, l'organe le plus important de la gauche du SPD.
En 1931, il participe à la fondation du SAPD, division de la gauche du SPD, où il travailla notamment dans la direction du district de Zwickau-Plauen et dans la rédaction du Sozialistische Arbeiter-Zeitung et, avec Fritz Sternberg, il présente un projet de programme lors de la première conférence du SAPD en 1932.
En 1933, Zweiling fait partie de la majorité du parti de gauche, qui rejette la dissolution du parti des présidents Kurt Rosenfeld et Max Seydewitz qui se rapprochent du KPD et en mars 1933, il est élu au comité exécutif du parti, qui fonctionne illégalement. Arrêté par la Gestapo en août 1933, Zweiling est condamné à trois ans de prison pour préparation à la haute trahison.
Après sa sortie de prison en 1936 et son interdiction professionnelle, il subvient à ses besoins en tant que consultant auprès des ingénieurs du génie civil sur des questions mathématiques. L'ingénieur d'essais Arno Schleusner lui confie le contrôle de la stabilité de la structure des constructions en porte-à-faux en acier de l'aéroport de Berlin-Tempelhof, qu'il résout à l'aide d'une méthode de variation. Zweiling n'est pas autorisé à publier les résultats, mais Schleusner accepte de les publier sous son nom dans Der Stahlbau en 1938. Il est cité dans la littérature pour la résolution de problèmes de plaques élastiques à polynômes biharmoniques et pour la convergence des méthodes d'approximation dans le traitement de la charge de flambement des poteaux à moment d'inertie variable selon Luigi Vianello et Friedrich Engesser. Après la Seconde Guerre mondiale, il publie deux monographies, l'une sur la stabilité élastique (1953) et l'autre sur les polynômes biharmoniques et leurs applications (1952).
En 1943, Zweiling est enrôlé dans une unité de probation sur le front de l'Est. En avril 1945, près de Greifswald, son unité est remise sans combat à l'armée soviétique. Il est d'abord en captivité à Neubrandenbourg, puis dans un camp soviétique de dénazification et de conversion socialiste près de Stettin.
À sa libération, Zweiling rejoint le KPD en 1945 et est d'abord rédacteur au Deutsche Volkszeitung, et de 1946 à 1950, il est rédacteur en chef de l'organe théorique du SED nouvellement fondé, Die Einheit. En 1950, dans le cadre d'une campagne contre d'anciens membres du SAPD, il est accusé de « travail nuisible dans le domaine de l'idéologie » et d'avoir « permis l'intrusion d'opinions contre le parti, petites-bourgeoises et même trotskystes ». Libéré de ses fonctions antérieures et marginalisé politiquement, il dirige Verlag Technik de 1949 à 1955.
En 1955, Zweiling, qui avait obtenu son habilitation en 1948, est nommé professeur titulaire de matérialisme dialectique à l'université Humboldt de Berlin. Pendant cette période, il donne une conférence d'introduction complète intitulée Le matérialisme philosophique marxiste et se consacre à l'analyse des problèmes philosophiques de la physique. Il quitte Berlin en 1960 et entre à l'université de Leipzig comme directeur de l'institut de philosophie.
À l'occasion de son 60e anniversaire, il reçoit l'Ordre du Mérite patriotique en argent. Il prend sa retraite en 1965. Sa femme décède la même année. Zweiling se suicide fin 1968. Herbert Hörz était devenu son étudiant universitaire le plus célèbre.